# Roller Sport Club toulonnais
Cet article concerne la section rollersoccer du Roller Sport Club Toulonnais. Pour les autres sections, voir Roller Sport Club Toulonnais.
Actualités

Le Roller Sport Club Toulonnais est un club de rollersoccer français fondé le 12 octobre 2006 par Anthony Avella à Toulon. Son siège est situé dans le quartier du Mourillon à Toulon. Le club est depuis 2006 présidé par Anthony Avella. L'équipe première, entraînée par Sabri Ali Messaoud, évolue lors de la saison 2014-2015 dans la première division française pour la deuxième fois depuis sa création. En 2015, le club remporte pour la première fois de son histoire la 12e édition de la Coupe du Monde des Clubs.

## Histoire
Le Roller Soccer Club Toulon est créé en 2006 par Anthony Avella, sacré plusieurs fois champion de France et d'Europe de streetramp. Le club toulonnais a fondé lors de la réunion du 11 novembre 2007 à Marseille regroupant les principaux clubs français: le Roller Soccer Club AMSCAS, Paris Roller Foot et Caen RSA (aujourd'hui disparu) la Ligue française de roller soccer.
En 2015, Le club remporte pour la première fois de son histoire la 12e édition de la Coupe du Monde des Clubs organisé à Toulon. Une victoire acquise dans les dernières secondes (3-2) face aux Phénix de Marseille. 

## Effectif actuel
- Sabri Ali Messaoud
- Anthony Avella
- Manu Ciurana
- Hervé Girard
- Daniel Molinari
- David N'Guyen
- Axel Niclot
- Julien Saroy
- Maximilien Vitu
- Raphael Vitu

## Joueurs
- Sabri Ali Messaoud
- Anthony Avella
- Manu Ciurana
- Hervé Girard
- Daniel Molinari
- David N'Guyen
- Axel Niclot
- Julien Saroy
- Maximilien Vitu
- Raphael Vitu

## Palmarès

### Équipe première
| Championnats nationaux                          | Coupétitions internationale                                                 |
| ----------------------------------------------- | --------------------------------------------------------------------------- |
| - Championnat de France de rollersoccer - Néant | - Coupe du Monde des Clubs (1) - Vainqueur en 2015 - Demi-finaliste en 2013 |